# یوکو اوئیتا
یوکو اوئیتا (ژاپنی: 尾板 裕子) بازیکن فوتبال اهل ژاپن و عضو تیم ملی فوتبال ژاپن است که در تاریخ ۲۱ ژانویه ۱۹۸۶ میلادی اولین بازی ملی‌اش را انجام داد. او در ۳ بازی ملی حضور داشت و آخرین بازی ملی خود را در تاریخ ۱۵ دسامبر ۱۹۸۷ میلادی انجام داد. یوکو اوئیتا در بازی‌های ملی‌اش
گلی به ثمر نرساند.